# Trabrennbahn
Trabrennbahn – stacja metra hamburskiego na linii U1. Stacja została otwarta 30 marca 1924. 

## Położenie
Stacja wyposażona jest w 1 peron wyspowy, znajdujący się na nasypie kolejowym, na wschód od Traberweg.